# 4221 Picasso
4221 Picasso (1988 EJ) là một tiểu hành tinh vành đai chính được phát hiện ngày 13 tháng 3 năm 1988 bởi Jeff T. Alu ở Palomar.